# Шуляков, Илья Павлович
Илья Павлович Шуляков — советский государственный и политический деятель, председатель Тюменского областного исполнительного комитета.

## Биография
Родился в 1913 года в посёлке Амур (ныне на территории Амур-Нижнеднепровского района города Днепр) Екатеринославской губернии. Член ВКП(б) с 1941 года.
С 1930 по 1935 годы учился и окончил Ленинградский политехнический институт (с 1934 по 1940 годы называвшийся Ленинградским индустриальным институтом).
С 1935 года — на общественной и политической работе. В 1935—1969 годах — помощник мастера Косогорского металлургического завода, начальник смены доменного цеха завода «Азовсталь», заместитель начальника доменного цеха Чусовского металлургического завода, 2-й, 1-й секретарь Чусовского районного комитета ВКП(б), заведующий Промышленным отделом, 2-й секретарь Молотовского областного комитета ВКП(б), председатель СНХ Тюменского экономического административного района, председатель Исполнительного комитета Тюменского промышленного областного Совета, директор Карагандинского металлургического завода.
Избирался депутатом Верховного Совета РСФСР 6-го созыва.